# In Your Eyes (canción de Kylie Minogue)

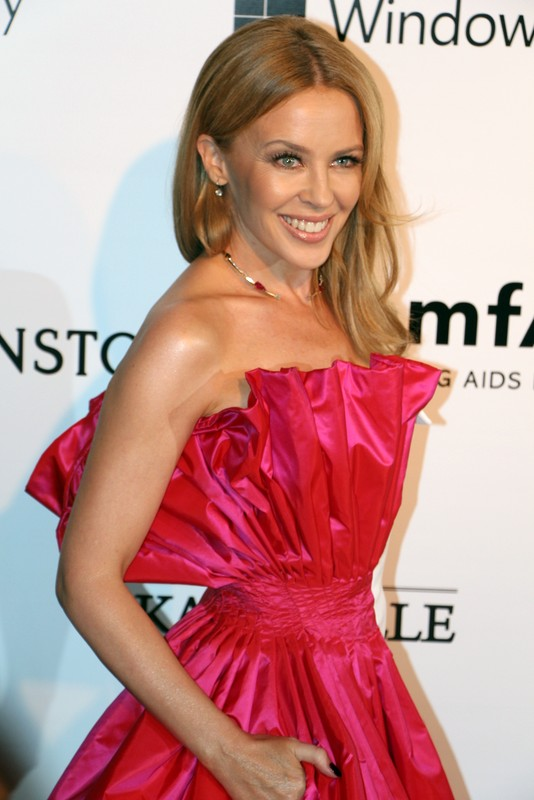
Foto de la artista Kylie Minogue

«In Your Eyes» es una canción dance-pop interpretada por la cantante australiana Kylie Minogue y escrita por Richard Stannard, Julian Gallagher, Minogue, y Ash Howes. Producida por Stannard y Gallagher, fue lanzada como el segundo sencillo o single del octavo álbum de Minogue, Fever,  en el primer trimestre de 2002.
Apenas fue lanzado, el sencillo se convirtió en el más escuchado de Australia en el momento, siendo la segunda vez consecutiva que la artista conseguía este logro. En el Reino Unido, «In Your Eyes» debutó en el número 3, vendiendo 164.666 copias y recibiendo certificados de plata. También alcanzó el éxito en la música de baile del Reino Unido, posicionándose en el número siete en el Club Chart. El sencillo ganó el premio Best Dance Awards en los MTV Europe Music Awards de 2002.

## Vídeo musical
El video de «In Your Eyes» fue dirigido por Dawn Shadforth. Presenta a Minogue en un estudio lleno de pantallas con proyecciones psicodélicas. Se compone de dos secuencias: la primera muestra a Minogue y un grupo de bailarines delante de un fondo colorido y la segunda Minogue baila sola. Durante el video, las dos escenas se alternan y lentamente se desvanecen.

## Recepción
«In Your Eyes» fue lanzado el 18 de febrero de 2002. Originalmente se había previsto para enero, pero se retrasó debido a la popularidad en Airplay de «Can't Get You Out Of My Head».  Debutó en el número tres en UK Singles Chart. La canción se mantuvo en la lista durante diecisiete semanas, tres de ellas en los primeros veinte meses. También fue un exitoso airplay en el Reino Unido, donde alcanzó el número uno. Además, el sencillo se posicionó en el número siete del Club Chart.
El sencillo se convirtió en un éxito en otros países europeos, llegando al primer lugar en Georgia, Hungría, Macedonia, Rumanía, Rusia y Yugoslavia.  Además, alcanzó el primer puesto de Latvia Airplay y Eslovaquia Airplay, el segundo en Croacia, Moldavia, República Checa y Eslovenia y se colocó en el top 5 de Luxemburgo, Estonia, Lituania, Eslovaquia y Polonia. «In Your Eyes» fue lanzado en Canadá (donde llegó al número once) y México, pero no en los Estados Unidos, donde «Can't Get You Out of My Head» acababa de salir.
En Australia, In Your Eyes fue lanzado el 21 de enero de 2002. La canción ganó el disco de oro durante su preventa. Debutó en el número uno en las listas de ARIA Singles y se convirtió en el cuarto sencillo de Minogue en alcanzar la primera posición desde 2000.
En Asia llegó al puesto 1 en Malasia y en el Líbano. Fue número 3 en Israel y 4 en Hong Kong. En el World Chart llegó a posicionarse en el puesto 4.

## Formatos y lista de canciones
Este es la lista principal de todas las canciones y versiones publicadas de In Your Eyes.
| Internacional CD single #1 1. «In Your Eyes» – 3:28 2. «Tightrope» (Single version) – 4:29 3. «Good Like That» – 3:35 Internacional CD single #2 1. «In Your Eyes» – 3:28 2. «In Your Eyes» (Tha S Man's Release mix) – 7:34 3. «In Your Eyes» (Jean Jacques Smoothie mix) – 6:23 Australia CD single #1 1. «In Your Eyes» – 3:28 2. «Never Spoken» – 3:18 3. «Harmony» – 4:15 4. «In Your Eyes» (Tha S Man's Release mix) – 7:34 Australia CD single #2 1. «In Your Eyes» – 3:28 2. «In Your Eyes» (Mr Bishi mix) – 7:25 3. «In Your Eyes» (Jean Jacques Smoothie mix) – 6:23 4. «In Your Eyes» (Saeed & Palesh (Main) mix) – 8:40 Disco de vinilo 1. «In Your Eyes» (Saeed & Palesh (Main) mix) – 8:40 2. «In Your Eyes» (Powder's Spaced dub) – 7:25 3. «In Your Eyes» (Roger Sanchez Release the Dub mix) – 7:18 | DVD single 1. «In Your Eyes» music video 2. «Can't Get You Out Of My Head» music video 3. «In Your Eyes» (Roger Sanchez Release the Dub mix) – 7:18 4. «Can't Get You out of My Head» (Nick Faber remix) – 5:59 Remixes oficiales 1. «In Your Eyes» (Extended version) – 5:55 2. «In Your Eyes» (Extended Instrumental) – 5:55 3. «In Your Eyes» (Knuckleheadz dub) – 6:47 4. «In Your Eyes» (Tha S Man's Release mix) – 7:34 5. «In Your Eyes» (Tha S Man's Release Radio edit) – 4:52 6. «In Your Eyes» (Jean Jacques Smoothie dub) – 6:23 7. «In Your Eyes» (Mr Bishi mix) 8. «In Your Eyes» (Saeed & Palesh Nightmare dub) – 8:33 9. «In Your Eyes» (Powders 12" dub) – 7:05 10. «In Your Eyes» (Powders Spaced dub) – 7:25 11. «In Your Eyes» (RLS Re-Edit mix/Special French remix) – 6:03 12. «In Your Eyes» (Roger Sanchez Release the Dub mix) 13. «In Your Eyes» (Saeed & Palesh (Main) mix) 14. «In Your Eyes» (X2008 Tour Studio Version) – 3:36 |

## Actuaciones en vivo
«In Your Eyes» ha sido interpretada en vivo en las siguientes giras de conciertos:
- KylieFeverTour 2002 (como parte de la Latin Medley junto a "Please Stay" y "The Rhythm of the Night")
- Showgirl: The Greatest Hits Tour
- Showgirl: Homecoming Tour
- KylieX2008
- For You, For Me Tour 2009

La canción también ha sido presentada en:
- An Audience With... Kylie 2001 Especial de TV
- Money Can't Buy 2003 Concierto para TV

## Posiciones en listas

### Listas
| Listas (2002)                        | Posición máxima |
| ------------------------------------ | --------------- |
| Australian ARIA Top 50 Singles Chart | 1               |
| Canadian Singles Chart               | 11              |
| Danish Singles Chart                 | 5               |
| Eurochart Hot 100 Singles            | 3               |
| Finnish Singles Chart                | 4               |
| French Singles Chart                 | 24              |
| German Singles Chart                 | 6               |
| Greek Singles Chart                  | 3               |
| Hungarian Singles Chart              | 1               |
| Irish Singles Chart                  | 8               |
| Italian Singles Chart                | 3               |

| Gráficos (2002)                  | Posición máxima |
| -------------------------------- | --------------- |
| New Zealand RIANZ Singles Chart  | 18              |
| Romanian Singles Chart           | 1               |
| Spanish Singles Chart            | 3               |
| Swedish Singles Chart            | 9               |
| Swiss Singles Chart              | 19              |
| UK Singles Chart                 | 2               |
| Billboard Hot 100                | 9               |
| US Billboard Hot Dance Club Play | 2               |

## Versiones
El grupo italiano de Nossa Alma Canta hizo un cover de la canción en el estilo bossa nova en el álbum de 2008 I Was Made For Bossa.